# Elizabeth R. Gebhard
Elizabeth Replogle Gebhard (geboren am 25. März 1935 in Oak Park, Illinois) ist eine US-amerikanische Klassische Archäologin.

Elizabeth R. Gebhard, Tochter von Luther Irvin Replogle – Unternehmer und US-amerikanischer Botschafter in Island von 1969 bis 1973 – und dessen Frau Elizabeth McIlvaine Replogle, studierte Liberal Arts am Wellesley College, an dem sie 1957 mit dem Bachelor abschloss. Im Anschluss studierte sie an der University of Chicago Klassische Altertumswissenschaft, insbesondere Klassische Archäologie. Im Jahr 1959 erlangte sie dort mit der Arbeit The Orchestra in the Greek Theater den akademischen Grad eines Master of Arts, 1963 erfolgte die Promotion zum Ph.D. bei Oscar Broneer.
Von 1963 bis 1967 lehrte sie als Visiting Assistant Professor an der Roosevelt University. Im Jahr 1969 wurde sie zunächst Assistant Professor, dann Professorin für Klassische Altertumswissenschaft an der University of Illinois at Chicago. Dort wurde sie 1996 emeritiert. Ab 1980 war sie zudem Research Associate im Rang eines Professors an der University of Chicago.
Bereits von 1959 bis 1962 nahm Elizabeth R. Gebhard erstmals an den Ausgrabungen in Isthmia teil, wo seit 1952 Oscar Broneer das Poseidonheiligtum archäologisch untersuchte. 1967 übernahm sie dort die Grabungsleitung für das antike Theater, 1976 wurde sie Direktorin der von der University of Chicago durchgeführten Gesamtgrabung. Zudem leitete sie von 1970 bis 1981 die Theatergrabung im makedonischen Stobi.
Elizabeth R. Gebhard wurde 1975 Trustee der American School of Classical Studies at Athens, von 1977 bis 1988 gehörte sie dem Direktorium des Archaeological Institute of America an. Aufgrund ihrer wissenschaftlichen Leistungen wurde sie Honorary Fellow der University of Edinburgh sowie korrespondierendes Mitglied des Deutschen Archäologischen Instituts, der Society of Antiquaries of London und der Society of Antiquaries of Scotland. Das Wilson College in Pennsylvania verlieh ihr 1999 die Ehrendoktorwürde.

## Publikationen (Auswahl)
- The Theater at Isthmia. University of Chicago Press, Chicago 1973.
- mit Timothy E. Gregory als Herausgeber: Bridge of the Untiring Sea. The Corinthian Isthmus from Prehistory to Late Antiquity (= Hesperia. Supplement 48). American School of Classical Studies at Athens, Princeton [NJ] 2015.
- mit Rune Frederiksen, Alexander Sokolicek als Herausgeberin: The Architecture of the Ancient Greek Theatre. Acts of an International Conference at the Danish Institute at Athens 27–30 January 2012 (= Monographs of the Danish Institute. Band 17). Aarhus Universitetsforlag, Aarhus 2015.